# 卡羅利納石鮰
卡羅利納石鮰為輻鰭魚綱鯰形目北美鯰科石鮰屬的其中一種，分布於美國北卡羅來納州的Neuse及Tar河流域，體長可達12公分，棲息在沙石底質的溪流。

## 擴展閱讀
維基物種上的相關：卡羅利納石鮰